# Чобанов, Шамой Махьяддин оглы
Шамой Махьяддин оглы Чобанов (азерб. Şamoy Məhyəddin oğlu Çobanov; 19 января 1965, Агкейнек, Газахский район — 19 августа 1990, Юхари-Аскипара, Газахский район) — азербайджанский советский милиционер, Национальный герой Азербайджана (1992, посмертно).

## Награды
Указом президента Азербайджанской Республики Абульфаза Эльчибея № 264 от 8 октября 1992 года Шамою Махьяддин оглы Чобанову за личное мужество и отвагу, проявленные во время защиты территориальной целостности Азербайджанской Республики и обеспечения безопасности мирного населения, было присвоено звание Национального Героя Азербайджана (посмертно).

## Память
Школа его родного села  Агкейнек носит имя Чобанова.